# Leto (rappeur)
Pour les articles homonymes, voir Léto (homonymie).
Leto, de von vrai nom Henoc Bofenda, né le 27 novembre 1997 à Paris, est un rappeur et chanteur français.
En 2014, il fonde le groupe PSO Thug avec le rappeur Aero. Après quelques projets, il commence une carrière en solo avec une première mixtape, Trap$tar, sortie le 6 avril 2018, suivie de Trap$tar 2 le 5 juillet 2019, certifiée disque de platine, contenant notamment les titres Tes parents en featuring avec Ninho et A&H, tous deux certifiés singles de diamant.
Leto sort l'EP Virus : avant l'album le 17 avril 2020, certifié disque d'or, contenant notamment le single Train de vie en featuring avec PLK certifié single de diamant. Son premier album, 100 visages, sorti le 28 août 2020, se classe 3e du top album français et est certifié disque de platine. Il contient notamment le titre Macaroni en featuring avec Ninho, certifié single de diamant. Leto fonde son propre label, Winterfell, la même année.
Son deuxième album, 17%, sorti le 17 septembre 2021, se classe 2e du top album et est certifié disque de platine. Il contient notamment les titres Mapessa en featuring avec Tiakola, certifié single de diamant et Rihanna certifié single d'or. La réédition de l'album, 17% (Extension), sort le 18 février 2022.
Un album en commun avec Guy2Bezbar, Jusqu'aux étoiles, sort le 11 novembre 2022.
La mixtape Trap$tar 3 sort le 20 octobre 2023, se classant 2e du top album français et certifiée disque d'or. La mixtape surprise Capitaine fait de l'art sort le 19 juillet 2024, contenant notamment le titre J'crois qu'ils ont pas compris certifié single de diamant.
L'album LIFE sort le 31 janvier 2025 contenant notamment des featurings avec Hamza, Kepler et Tvslym. Le projet EP avant l'album sort le  6 juin 2025.

## Biographie

### 2013-2016: débuts et PSO Thug
Leto, de son vrai nom Henoc Bofenda, est né le 27 novembre 1997 à Paris d'une famille d'origine congolaise. Après quelques freestyles à partir de 2013, Leto forme avec Aero le groupe PSO Thug en 2014, nom faisant référence à leur quartier d'origine, porte de Saint-Ouen, dans le 17e arrondissement de Paris,. Le premier titre du duo, Hors la loi, sort en 2014 et le titre Finition figure sur la mixtape Double Fuck de Kaaris sortie en octobre 2015,.
PSO Thug sort la mixtape En attendant Démoniak en février 2015, annonçant Démoniak qui sort en octobre 2016. Cette dernière mixtape contient notamment les featurings Plein les poches avec Sadek et Après ce ca$h avec Hayce Lemsi. Démoniak s'écoule à 1 319 copies lors de sa première semaine d'exploitation. En juillet 2016, Leto apparaît en featuring sur le single Crésus de Ninho, extrait de sa mixtape M.I.L.S sortie en octobre 2016.

### 2016-2019: début de carrière solo
Souhaitant entamer une carrière en solo, Leto signe un contrat chez Rec. 118, label de Warner Music France. Sa première mixtape, Trap$tar, produite par Katrina Squad, sort le 6 avril 2018 et s'écoule à 3 353 copies durant la première semaine d'exploitation. Elle contient notamment le titre Avon Barksdale en featuring avec Ninho, faisant référence à un personnage de la série Sur écoute et le titre Jeu dangereux certifié single d'or en avril 2025.
Leto sort ensuite deux mixtapes collaboratives : Hood, le 1er juin 2018 avec Z-17, duo composé d'Ismo et Kepler et Pause de PSO Thug, le 29 septembre 2018, confirmant la mise en suspens du duo afin de leur permettre de développer des projets personnels.
Après une série de freestyles sortis sous le titre Double Bang, la mixtape Trap$tar 2 sort le 15 juillet 2019. Le projet s'écoule à 4 481 copies durant la première semaine et est certifié disque de platine en mars 2024. Le titre Tes parents, en duo avec Ninho, est certifié single de diamant en août 2021 et le titre A&H est certifié single de diamant en juin 2022.
Leto apparaît en featuring sur le titre Pour un jeu de Kaza sorti le 27 septembre 2019, certifié single d'or en mai 2024, et sur le single Alibi sorti le 23 octobre 2019, extrait de l'album Rémy d'Auber de Rémy, certifié single d'or en octobre 2020. Il retrouve également Aero pour sortir en tant que PSO Thug les singles En kaïra le 1er novembre 2019 et PGP le 20 décembre 2019.

### 2020: EPsVirus,Code 1.8.7et premier album100 visages
En 2020, Leto profite du confinement dû à la pandémie de Covid-19 en France pour enregistrer l'EP Virus : avant l'album, sorti le 18 avril 2020. L'opus comprend les collaborations Train de vie avec PLK, certifié single de diamant en juillet 2023 et Double Binks avec Ninho et Zed, certifié single d'or en mai 2023,. L'EP s'écoule à 2 980 copies durant la première semaine d'exploitation et est certifié disque d'or le 20 février 2025.
En mars 2020, Leto et Aero reforment PSO Thug le temps du titre Itinéraire d'un bandit figurant sur la bande originale de la série Validé,, du single Ça parle mal sorti le 11 mars 2020 et de l'EP Code 1.8.7 : Introduction le 20 juin 2020, incluant des collaborations avec Mac Tyer, Alonzo, RK et Sadek.
En juillet de la même année, Leto annonce la sortie de son premier album, intitulé 100 visages, pour le 28 août 2020. L'opus contient le single Paris c'est magique, sorti le 27 juin 2020 et certifié single d'or en avril 2023, ainsi que des collaborations avec Ninho (Macaroni, 2e top fr, single de platine en décembre 2020), Niska (Nouveaux riches, 17e top fr, single d'or en février 2024), Booba (Charbon, 27e top fr), Lacrim (Big Money, 57e top fr) et Soolking (T'es allée où ?, 72e top fr),. L'album est certifié disque de platine en mai 2023.
Mi-2020, Leto lance également son propre label, Winterfell, en référence à la série Game of Thrones, avec le rappeur Sese Kepler en première signature.
Leto participe à deux compilations en fin d'année : Art de rue du label Because Music, sortie le 30 octobre 2020, avec PSO Thug sur le titre Paris va mal et Carbozo, publiée le 11 novembre 2020 par la marque de vêtements du même nom, en duo avec Cheu-B (XVBarbar) sur le titre Boss. Il apparaît également en featuring sur le single Ma Jolie sorti le 21 novembre 2020, extrait de l'album Survie de Zola et certifié single d'or en avril 2024.
Leto est le rappeur français ayant fait le plus de featuring en 2020 avec 27 invitations sur les projets d'autres artistes, dont le titre Côté noir issu de l'album de Gims, Le Fléau, sorti le 4 décembre et le titre Ride issu de l'album de Tayc, Fleur froide, sorti le même jour et certifié single de platine en avril 2025.

### 2021: collaborations, série de freestylesMozart Capitaine Jacksonet deuxième album17%
Leto figure sur deux titres de la compilation 20/21 sortie le 1er janvier 2021 et réunissant des rappeurs du label Rec. 118 : La Vie du binks, avec Hornet La Frappe, DA Uzi, Sadek, Ninho, SCH et Soprano, certifié single de platine en novembre 2022, et Vie de star en duo avec Ninho, certifié single de platine en décembre 2022,. Le rappeur apparaît également sur le titre On ira loin de la bande originale du film En passant pécho produite par Kore et sortie le 12 mars 2021.
Le 11 juin 2021, Leto dévoile un nouveau single, Sale histoire, accompagné d'un clip vidéo. Le 11 août 2021 sort le freestyle drill Mozart Capitaine Jackson, premier épisode d'une nouvelle série,, certifié single d'or en juillet 2023.
Le 26 août 2021, le rappeur annonce un nouvel album intitulé 17%. Sorti le 17 septembre 2021, l'album contient des featurings avec Maes, MHD, Hamza, Tiakola et Cheu-B & Kepler, et comptabilise 15 275 ventes en première semaine, soit le meilleur démarrage de la carrière du rappeur jusque là,. Le featuring avec Tiakola, Mapessa, est certifié diamant en février 2023, le titre Rihanna single d'or en avril 2025 et l'album est certifié disque d'or en décembre 2021.
Fin septembre, Leto participe à la bande originale de la deuxième saison de la série Or Noir avec le titre Let's Go puis à la compilation NouvlR, Vol. 1 sortie le 12 novembre en featuring avec Kepler sur le titre Gangsta.

### 2022: réédition de17%etJusqu'aux étoilesavec Guy2Bezbar
La réédition de l'album, intitulée 17% (Extension), sort le 18 février 2022 et comprend 8 titres inédits, dont l'épisode 2 de la série de freestyles Mozart Capitaine Jackson, certifié single d'or en mai 2022, et des featurings avec Dinos, Guy2Bezbar et Franglish,.
Le 13 mai 2022, Leto figure sur le remix de 2step d'Ed Sheeran, titre originellement sorti sur l'album = de ce dernier.
Le 24 juin 2022, Leto sort un nouveau single, Près de la lune,. Il apparaît également en featuring sur le titre La familia de l'album Les autres c'est nous de Bigflo et Oli sorti le même jour.
Le 22 juillet 2022 sort le single Fais de l'argent en featuring avec Guy2Bezbar. Le 29 juillet 2022 sort Big Meech, une collaboration entre Leto et Gazo extraite de la compilation Game Over 3 - Terminal 1 et certifiée single d'or en mars 2023. Le 19 août 2022 sort Ma chérie, une collaboration entre Leto et CKay extraite de la compilation Ici c'est Paris, partenariat entre le label Rec. 118 et le PSG,. Le 18 octobre sort le vidéoclip de C'est la Shtar Academy sur lequel Leto apparaît en featuring, extrait de l'album Shtar Academy (Saison 2) de Shtar Academy.
Le 5 octobre 2022, Leto et Guy2Bezbar s'affrontent au cours de différentes épreuves musicales lors du RedBull SoundClash, évènement suivi par un showcase durant lequel les deux rappeurs annoncent la sortie d'un album en commun, Jusqu'aux étoiles. Le 7 octobre sort le premier single extrait de l'album, Fly,. Le projet sort le 11 novembre 2022 suivi d'un concert à l'Olympia le 2 février 2023. Le titre Sosa est certifié single de platine en juin 2025.

### 2023: mixtapeTrap$tar 3
Le 10 février 2023, Leto sort le single PSO BOP. Le 15 mars 2023, il apparait sur le titre NO LÈCHE de Gazo en featuring avec Kerchak et Favé, certifié single de platine en février 2024. Le 5 mai 2023, à l'occasion de la sortie du single Zaza, Leto annonce l'arrivée de la mixtape Trap$tar 3. Le 28 juin 2023 sort le 3e épisode de sa série de freestyle Mozart Capitaine Jackson.
Le 8 septembre 2023 sort le titre Immonde, premier extrait de la mixtape Trap$tar 3 en featuring avec Koba LaD. Le 27 septembre 2023, Leto dévoile la tracklist du projet, dont la sortie est prévue pour le 20 octobre 2023. Le 29 septembre 2023 sort le deuxième extrait, Préjudice.
Trap$tar 3 sort le 20 octobre 2023 et contient 18 titres dont des featurings avec Gazo, SDM, Rsko, Tiakola, Ninho et Koba LaD. Le même jour sort le clip du featuring avec Gazo, Dans le noir. La mixtape cumule plus de 2,25 millions de streams en 24h, se classe 2e du top albums français lors de sa première semaine et est certifiée disque d'or le 6 février 2025. Le clip de Yeah, extrait de la mixtape, sort le 27 novembre 2023.

### 2024
Le 9 mai 2024 sort le titre et le clip d'Enlève tes pes-sa en featuring avec JKSN, Kaaris et La Mano 1.9. Après avoir rencontré un grand succès sur TikTok, le morceau Tout gâché sort le 31 mai 2024 accompagné d'un clip vidéo,, et est certifié single d'or en novembre 2024.
le 18 juillet 2024, Leto annonce sur Instagram et via le vidéoclip d'un nouveau single, J'ai l'impression, la sortie de la mixtape Capitaine fait de l'art, composée de douze titres, pour le lendemain, le 19 juillet. Le titre J'crois qu'ils ont pas compris est certifié diamant le 10 avril 2025.
Leto apparaît en featuring avec La Fouine sur le titre Gangsta et célèbre issu de la mixtape Capitale du Crime Radio de ce dernier, sortie le 22 novembre 2024.

### 2025
En janvier 2025, Leto annonce son premier concert à l'Accor Arena le 29 novembre 2025. Il participe au titre Mwen An Sa de DJ Skunk en featuring avec Tiitof sorti le 10 janvier 2025 et certifié single d'or en avril 2025.
Le 31 janvier 2025 sort l'album LIFE, contenant 15 pistes dont des featurings avec Hamza, Kepler et Tvslym.
Le 6 juin 2025 sort le projet EP avant l'album composé de dix titres, accompagné des vidéoclips de Goût Amer et Bédo du matin.

## Polémique
Le 19 février 2021, la police et une association de protection animale interviennent au domicile du frère de Leto pour lui retirer la garde de son chien, Captain, un American Staff de 11 mois apparaissant notamment dans le clip de Paris c'est magique. Le rappeur est visé par une plainte pour abandon volontaire et acte de cruauté envers un animal,,. Celui-ci se défend en affirmant ayant dû donner son chien à une nouvelle famille qui n'aurait jamais fait les démarches pour en déclarer la propriété, n'étant donc pas responsable des mauvais traitements.

## Classements et certifications

### Album
| Année | Album                               | Classement | Classement | Classement | Classement | Certification    |
| Année | Album                               | FR         | BEL (FL)   | BEL (WA)   | SWI        | Certification    |
| ----- | ----------------------------------- | ---------- | ---------- | ---------- | ---------- | ---------------- |
| 2020  | 100 visages                         | 3          | 50         | 4          | 13         | (SNEP) : Platine |
| 2021  | 17%                                 | 2          | 36         | 4          | 10         | (SNEP) : Platine |
| 2022  | Jusqu'aux étoiles (avec Guy2Bezbar) | 6          | —          | 15         | 30         | —                |
| 2025  | LIFE                                | —          | —          | 16         | 21         | —                |

### EP
| Année | EP                    | Classement | Classement | Classement | Certification |
| Année | EP                    | FR         | BEL (WA)   | SWI        | Certification |
| ----- | --------------------- | ---------- | ---------- | ---------- | ------------- |
| 2020  | Virus : avant l'album | 8          | 13         | —          | (SNEP) : Or   |

### Mixtapes
| Année | Mixtape                 | Classement | Classement | Classement | Certification    |
| Année | Mixtape                 | FR         | BEL (WA)   | SWI        | Certification    |
| ----- | ----------------------- | ---------- | ---------- | ---------- | ---------------- |
| 2018  | Trap$tar                | 30         | 103        | —          | —                |
| 2019  | Trap$tar 2              | 10         | 23         | 52         | (SNEP) : Platine |
| 2023  | Trap$tar 3              | 2          | 4          | 7          | (SNEP) : Or      |
| 2024  | Capitaine fait de l'art | 13         | 16         | 45         | —                |

### Singles
| Année | Titre                                | Classement | Classement    | Classement | Certification           | Projet                              |
| Année | Titre                                | FR         | BEL (WA)      | SWI        | Certification           | Projet                              |
| ----- | ------------------------------------ | ---------- | ------------- | ---------- | ----------------------- | ----------------------------------- |
| 2018  | Avon Barksdale (feat. Ninho)         | 124        | —             | —          |                         | Trap$tar                            |
| 2018  | Jeu dangereux                        | —          | —             | —          | France (SNEP) : Or      | Trap$tar                            |
| 2019  | Double Bang 5                        | 164        | —             | —          |                         | —                                   |
| 2019  | Double Bang 6                        | 152        | —             | —          |                         | —                                   |
| 2019  | Double Bang 7                        | 184        | —             | —          |                         | —                                   |
| 2019  | Tes parents (feat. Ninho)            | 18         | —             | —          | France (SNEP) : Diamant | Trap$tar 2                          |
| 2019  | A&H                                  | 104        | —             | —          | France (SNEP) : Diamant | Trap$tar 2                          |
| 2020  | Double Binks (feat. Ninho & Zed)     | 18         | —             | —          | France (SNEP) : Or      | Virus: avant l'album                |
| 2020  | Train de vie (feat. PLK)             | 11         | —             | —          | France (SNEP) : Diamant | Virus: avant l'album                |
| 2020  | Changer de vie                       | 27         | —             | —          |                         | Virus: avant l'album                |
| 2020  | Mec de la rue                        | 57         | —             | —          |                         | Virus: avant l'album                |
| 2020  | Drill Papers                         | 62         | —             | —          |                         | Virus: avant l'album                |
| 2020  | Paris c'est magique                  | 30         | —             | —          | France (SNEP) : Or      | 100 visages                         |
| 2020  | Nouveaux riches (feat. Niska)        | 17         | 38 (Ultratip) | —          | France (SNEP) : Or      | 100 visages                         |
| 2020  | Macaroni (feat. Ninho)               | 2          | 40            | 36         | France (SNEP) : Diamant | 100 visages                         |
| 2021  | Sale histoire                        | 59         | —             | —          |                         | —                                   |
| 2021  | Tout recommencer                     | 67         | —             | —          |                         | 17%                                 |
| 2021  | 17%                                  | 11         | —             | —          | France (SNEP) : Or      | 17%                                 |
| 2021  | Mapessa (feat. Tiakola)              | 8          | —             | 64         | France (SNEP) : Diamant | 17%                                 |
| 2021  | Rihanna                              | 28         | —             | —          | France (SNEP) : Or      | 17%                                 |
| 2022  | Mozart Capitaine Jackson (Episode 2) | 24         | —             | —          | France (SNEP) : Or      | 17%                                 |
| 2022  | Trop frais (feat. Guy2Bezbar)        | 153        | —             | —          |                         | 17%                                 |
| 2022  | Près de la lune                      | 96         | —             | —          |                         | —                                   |
| 2022  | Fais de l'argent (feat. Guy2Bezbar)  | 52         | —             | —          |                         | —                                   |
| 2022  | Fly                                  | 49         | —             | —          |                         | Jusqu'aux étoiles (avec Guy2Bezbar) |
| 2022  | Sosa                                 | 11         | —             | —          | France (SNEP) : Platine | Jusqu'aux étoiles (avec Guy2Bezbar) |
| 2023  | PSO BOP                              | 93         | —             | —          |                         | —                                   |
| 2023  | ZAZA                                 | 66         | —             | —          |                         | —                                   |
| 2023  | Tout gâché                           | 25         | —             | —          | France (SNEP) : Or      | Capitaine fait de l'art             |
| 2024  | J'crois qu'ils ont pas compris       | 3          | 13            | 47         | France (SNEP) : Diamant | Capitaine fait de l'art             |
| 2024  | TNF                                  | 162        | —             | —          |                         | Capitaine fait de l'art             |
| 2025  | Sentiments billets de 100            | 70         | —             | —          |                         | Life                                |
| 2025  | Jamais on stresse                    | 143        | —             | —          |                         | Life                                |
| 2025  | Rodeo Drive (feat. Hamza)            | 51         | —             | —          |                         | Life                                |
| 2025  | Mozart Capitaine Jackson - Episode 4 | 137        | —             | —          |                         |                                     |